# Galvesia fruticosa
Galvesia fruticosa là một loài thực vật có hoa trong họ Huyền sâm. Loài này được Gmel. mô tả khoa học đầu tiên năm 1791.